# Ramal A8 del Ferrocarril Belgrano
El Ramal A8 pertenecía al Ferrocarril General Belgrano, Argentina.

## Ubicación
Se hallaba enteramente en la provincia de Córdoba. Atravesaba por los departamentos Río Primero, Colón y Capital.

## Características
Era un ramal de la red de trocha angosta del Ferrocarril General Belgrano, cuya extensión era de 122,5 km entre las cabeceras La Puerta y Alta Córdoba. Gran parte de sus vías se encuentran desmanteladas y abandonadas.